# Tân Hương, Hà Nam (Trung Quốc)
Tân Hương (giản thể: 新乡; phồn thể: 新鄉; bính âm: Xīnxiāng) là thành phố thuộc tỉnh (địa cấp thị) của tỉnh Hà Nam, Trung Quốc. Thành phố này giáp tỉnh lỵ Trịnh Châu về phía tây nam, Khai Phong về phía đông nam, Hạc Bích và An Dương về phía bắc, Tiêu Tác về phía tây và các tỉnh Sơn Đông phía tây bắc và Sơn Tây về phía đông.

## Các đơn vị hành chính
Tân Hương được chia thành 4 quận (khu), 3 thành phố cấp huyện và 5 huyện.
- Vệ Tân khu (卫滨区)
- Hồng Kỳ khu (红旗区)
- Mục Dã khu (牧野区)
- Phượng Tuyền khu (凤泉区)
- Huy Huyện thị (辉县市)
- Vệ Huy thị (卫辉市)
- Trường Viên thị (长垣市)
- Tân Hương huyện (新乡县)
- Hoạch Gia huyện (获嘉县)
- Nguyên Dương huyện (原阳县)
- Diên Tân huyện (延津县)
- Phong Khâu huyện (封丘县)